# Gulisio Tímea
Gulisio Tímea (Marcali, 1989. augusztus 7. –) költő, író, újságíró. Jelenleg Budapesten él.

## Élete
2015-től a József Attila Kör, a Fiatal Írók Szövetsége, a Magyar Írói Szerzői Jogvédő Egyesület, 2017-től a Szépírók Társasága, a Magyar Alkotóművészek Országos Egyesülete, 2019-től a Magyar Újságírók Szövetségének, 2021-től a Magyar PEN Club tagja. Folyamatosan publikál nyomtatott és online folyóiratokban. 2025-től az ÚjNautilus Irodalmi-és Társadalmi Portál prózaszerkesztője.

## Munkássága
2014-ig (ön)ironikus és filozofikus megszólalás jellemzi műveit, 2014 és 2019 között különféle bizarr és ponyva szerű szereplíra határozza meg hangját. Ezen időszakban született verseinek témái a nemi devianciák és hatalmi játékok. Ezzel egy időben a szürrealista prózával is kísérletezik. 2019-től azonban már alanyi hangon szólal meg.

## Kötetei
- Nekromantika (Katapult Kortárs Alkotói Oldal, 2014)[1]
- A disznőpásztor (Katapult Kortárs Alkotói Oldal, 2015)[1]
- Peremvilág, szerelem tiltott utakon (Onagy Zoltánnal közös beszélgetőkönyv, Athenaeum, 2015)[1]
- Élettársi iszony (Katapult Kortárs Alkotói Oldal, 2016)
- Vérnarancs (Katapult Kortárs Alkotói Oldal, 2017)
- Gyásztánc (Katapult Kortárs Alkotói Oldal, 2017)
- A bűnbak (Katapult Kortárs Alkotói Oldal, 2019)
- A Szatír állatkertje (Katapult Kortárs Alkotói Oldal, 2019)
- Kutyameleg (Katapult Kortárs Alkotói Oldal, 2021)
- Emésztőrendszer-váltás (Katapult Kortárs Alkotói Oldal, 2021)
- Lények (Parnasszus Könyvek - Új vizeken, 2024)

## Külső források
- Hivatalos honlapja:
- Életrajza a holdkatlan.hu oldalán
- Életrajza a ambroozia.hu oldalán
- Monostori Andrea: A megtűrés nem elfogadás – Onagy Zoltán – Gulisio Tímea: Peremvilág – Szerelem tiltott utakon. artnews.hu, 2015. október 20. (Hozzáférés: 2017. augusztus 4.)
- Adatlapja a Szépírók Társasága oldalán
- Gulisio Tímea. naputonline.hu. (Hozzáférés: 2017. augusztus 4.)
- Tasnádi-Sáhy Péter: Peremvilág – botránykönyv született?. Erdélyi Riport, 2015. augusztus 14. (Hozzáférés: 2017. augusztus 4.)
- József Attila Kör tagjai
- Peremvilág. Onagy Zoltán, Gulisio Tímea. Marosvásárhelyi Rádió Románia - Hanganyag, 2016. január 29. (Hozzáférés: 2017. augusztus 4.)
- https://szabadmagyarszo.com/2017/11/22/a-naiv-honpolgar-panaszai/ Archiválva 2017. december 1-i dátummal a Wayback Machine-ben